# Százbillió kilométeres nagyságrend
Ez a lap a különböző nagyságrendek összehasonlítását segíti elő, 1017 és 1018 méter közötti hosszúságokat (szélességeket, magasságokat, mélységeket, átmérőket, távolságokat) sorolja fel. Az összes nagyságrendet átfogó lista a Nagyságrendek listája (hosszúság) szócikkben található meg.

## Értékek
1017 m egyenlő az alábbiakkal:
- 100 Pm (petaméter)
- 11 fényév

## Csillagászat
- 1,1·1017 m (12 fényév): a Tau Ceti távolsága
- 2,4·1017 m (25 fényév): a Vega távolsága
- 2,6·1017 m (27 fényév): a Chara távolsága, ez a csillag körülbelül olyan fényes, mint a mi Napunk.
- 3,5·1017 m (33 fényév): az Orion-köd átmérője
- 3,5·1017 m (37 fényév): az Arcturus távolsága
- 4,0·1017 m (42 fényév): a Capella távolsága
- 6,2·1017 m (65 fényév): az Aldebaran távolsága